# Palacio Municipal de Deportes (Jerez de la Frontera)
El Palacio Municipal de Deportes es un pabellón multiusos situado en Jerez de la Frontera, concretamente en el Distrito Noreste, dentro del Complejo Deportivo Chapín, donde se encuentran otras instalaciones deportivas como el Estadio Municipal de Chapín o la Pradera Hípica de Chapín. Fue construido con motivo de los Juegos Ecuestres Mundiales de 2002.

## Eventos

### Deportivos
Desde 2016 se celebra anualmente el Torneo de la Vendimia de Baloncesto.
- 10 al 22 de septiembre de 2002: Juegos Ecuestres Mundiales de 2002.[2]
- 23 de diciembre de 2017: Torneo de Navidad Solidario DKV-Chajeba.[5]
- 26 y 27 de febrero de 2022: Supercopa de España de fútbol sala y Supercopa de España femenina de fútbol sala.[6]
- 9 al 13 de noviembre de 2022: Campeonato Nacional Base de Conjuntos 3ª Fase y Fase Final Liga Iberdrola y la 3ª Fase de la Copa de España de Conjuntos.[7]
- 3 de junio de 2023: Campeonato de Andalucía de Boxeo Amateur.[8]
- 29 de junio de 2024: Campeonato de Andalucía de Boxeo Amateur.[9]

### Conciertos
- 28 de diciembre de 2018: No solo por NaviRap (SFDK, Wondrwomn, etc.).[10]
- 1 y 2 de noviembre de 2024: IX Encuentro Garrapatero Vente pa’Jerez (El Canijo de Jerez, Diego Ratón, Tomasito, Albertucho, etc.) (cancelado debido al luto nacional por las consecuencias de la gota fría de 2024).[11][12]

### Otros
- 16 de mayo de 2024: II Reunión de Ajedrez Escolar.[13]
- 25 de junio de 2024: IV Congreso de Yoga de Andalucía.[14]

## Descripción
El edificio está formado por cuatro volúmenes rectangulares que juntos conforman un cuadrado de aproximadamente 100x100 metros. Tres de ellos son contiguos y paralelos, mientras que el cuarto es perpendicular a los anteriores. El volumen principal es la arena, que da sentido al conjunto. Las otras piezas son la sala complementaria, el espacio de accesos y articulación, que incluye los vestuarios, y la zona de oficinas. Su principal material de construcción es el hormigón reforzado con fibra de vidrio.
La Arena se organiza siguiendo los principios del anfiteatro clásico. Su planta es un óvalo trazado con cuatro centros geométricos, el único método preciso para su construcción. El óvalo exterior se divide en 36 partes iguales, generando líneas de carga coincidentes con los radios. La cávea o graderío se distribuye en tres partes: baja, media y alta, con algunas modificaciones respecto al modelo clásico. El graderío bajo es móvil y retráctil, acercando al público a la pista central y permitiendo su reconfiguración en tres canchas. El graderío medio, de mayor capacidad, tiene siete gradas interrumpidas solo por tres vomitorios. El graderío alto se desvincula del óvalo, creando una transición entre el espacio ovalado y el cubo que lo cubre.
La sala complementaria tiene una pista polideportiva divisible en tres canchas transversales. En el extremo noreste, se encuentra un graderío con capacidad para 357 personas, y en el resto del edificio se ubican tres pistas de squash, gimnasio, dos pistas multiusos, aseos y zonas comunes.
En el extremo opuesto, un espacio de comunicaciones compuesto por rampas y escaleras conecta con una sala de recepción y, en los niveles superiores, con aulas y una sala de usos múltiples (conferencias, prensa, etc.).
El área de accesos y articulación alberga rampas, escaleras, ascensores, espacios para autoridades, vestuarios y control, así como instalaciones y maquinaria del edificio. Finalmente, la pieza de oficinas forma la fachada del edificio hacia el Complejo Deportivo Chapín y alberga las oficinas para la gestión del edificio, de la delegación de la Federación Andaluza de Atletismo en la Provincia de Cádiz y las instalaciones del Instituto Oficial de Formación Profesional (MEDAC).